# 10 de Downing Street
El Número 10 de Downing Street és la residència oficial i oficina de treball del Primer Lord del Tresor i del Primer Ministre del Regne Unit. La seu del Govern de Sa Majestat, està situada a Downing Street a la Ciutat de Westminster a Londres, Anglaterra.
El centre del Govern del Regne Unit, és la casa i lloc de treball del primer ministre i té oficines per secretàries, assistents i consellers. També conté sales de conferències i menjadors on el primer ministre es reuneix amb altres líders i dignataris estrangers. L'edifici és a prop del Palau de Westminster, que alberga el Parlament del Regne Unit, i del Palau de Buckingham, residència de la Reina Isabel II.
En els seus orígens el número 10 eren tres cases. El 1732 el Rei Jordi II va donar aquestes tres cases a Sir Robert Walpole com agraïment als serveis prestats a la nació. Walpole les va acceptar però amb la condició que serien un regal a l'oficina del Primer Lord del Tresor més que un regal per a ell mateix. Walpole va contractar a William Kent per unir el complex en un mateix edifici, que és el que avui en dia es coneix com el 10 de Downing Street.
La reorganització no va ser un èxit immediat. Malgrat la seva gran extensió i ubicació, són pocs els Primers Ministres que hi han viscut. El Número 10 ha estat tancat moltes vegades per tal d'enderrocar-se, pel seu alt cost de manteniment i el seu estat descuidat i decadent.
No obstant això, el número 10 ha sobreviscut i ha quedat lligat a molts dels grans estadistes i esdeveniments de la història britànica. Gradualment, la gent va començar a apreciar el seu valor històric. El 1985, la Primera Ministra Margaret Thatcher va dir que el número 10 s'havia convertit "en una de les més preuades joies del patrimoni nacional".

## La porta del número 10
La major part de la forma moderna i de les característiques exteriors del número 10 van ser creades per Kent quan va combinar la casa del darrere amb les cases adossades de Downing Street el 1735. L'aparença que s'observa des de l'exterior és pràcticament la mateixa avui en dia que quan es va completar. L'excepció més important és la coneguda porta d'entrada.
La famosa porta del número 10 és el resultat de les renovacions que Townsend va ordenar el 1766, i probablement no es va acabar fins al 1772. Construïda a l'elegant estil Georgià per l'arquitecte Kenton Couso, és una obra mestra. Senzilla i estreta, es compon d'un sol esglaó de pedra blanca que condueix a una modesta façana de maó. La petita porta de sis panells feta amb roure negre, està envoltada per un marc de color crema i a sobre d'ella hi ha una finestra semicircular. Pintat en blanc al centre, entre la fila de panells superior i inferior, hi ha el número "10". Entre els dos panells del mig hi ha un martinet de ferro negre amb forma de cap de lleó; sota d'aquest hi ha una escletxa per al correu amb la inscripció "Primer Lord del Tresor". Una tanca de ferro negre amb punxes s'estén al llarg de la part davantera de la casa i fins al graó que dona accés a la porta. Al graó la tanca fa un doble arc que suporta un llum de ferro de gas rematada per una corona.

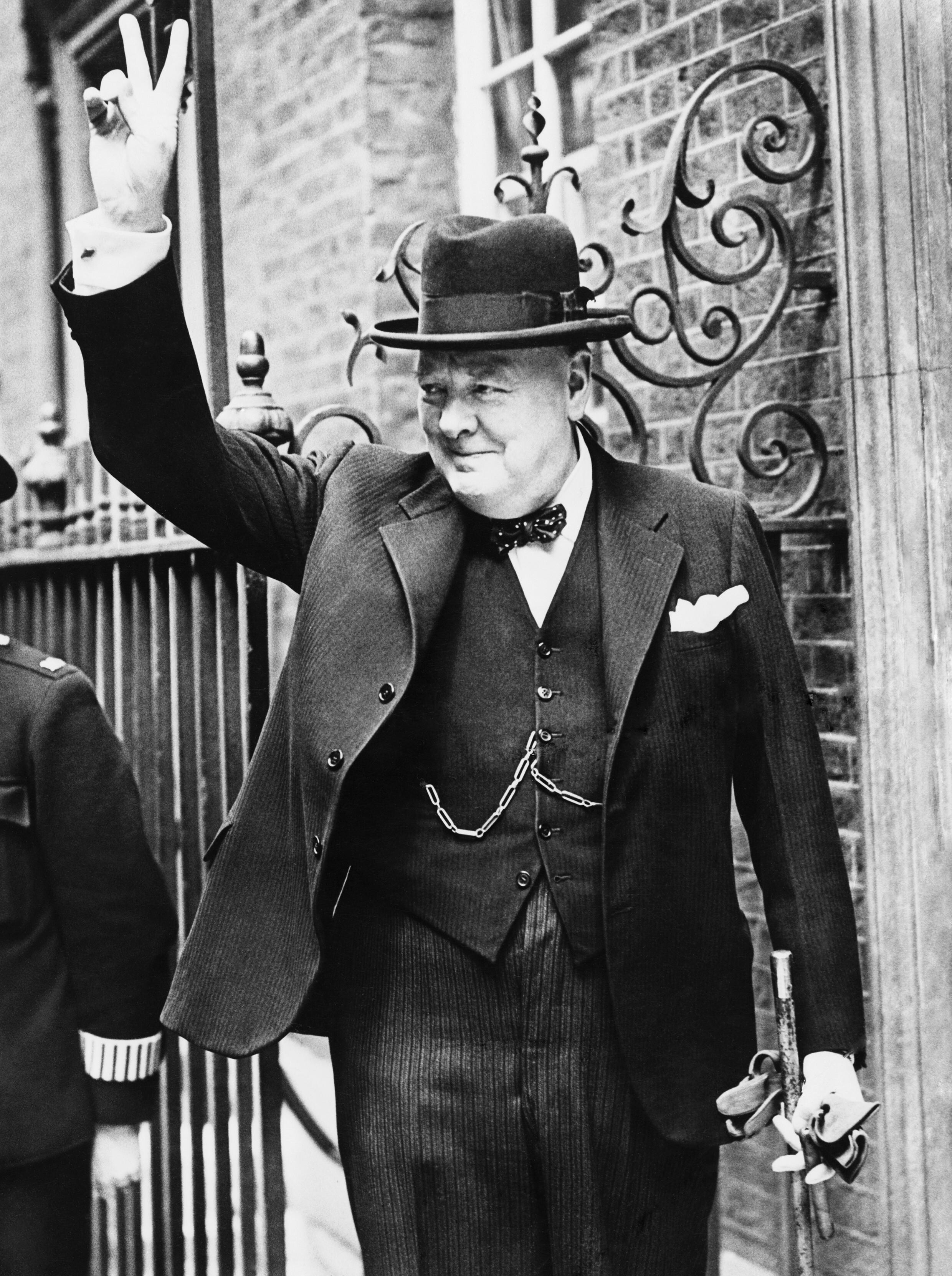
Churchill fent el signe de la victòria a l'entrada del 10 de Downing Street.

Darrere de la porta, Couso va instal·lar un sòl amb rajoles de marbre, blanques i negres, com si fossin un escaquer. Dins a l'esquerra, va afegir una altra porta que dona al número 11, la residència del ministre d'Hisenda. Finalment, va afegir un arc davant de la petita cabana - antiga casa del Senyor Chicken - que es va incorporar al número 10 en temps de Walpole.
Altres alteracions del disseny original de Kent s'han fet principalment a l'interior. Literalment s'han fet centenars de modificacions: es van treure sostres i parets, es van retirar portes i escales, es van combinar, van afegir o canviar d'ús diverses habitacions. Seguir totes les alteracions és impossible, ja que la casa ha estat gairebé contínuament reformada, redissenyada o reconstruïda. Dos dels canvis més notables que encara existeixen avui dia al número 10 són la moderna sala del Gabinet i el Menjador d'Estat.